# Доктор-Белисарио-Домингес (Хуарес)
Доктор-Белисарио-Домингес (исп. Doctor Belisario Domínguez) — деревня в Мексике, штат Чьяпас, входит в состав муниципалитета Хуарес. Численность населения, по данным переписи 2010 года, составила 703 человека.

## Общие сведения
Название Doctor Belisario Domínguez было дано в честь Белисарио Домингеса — сенатора, убитого 7 октября 1913 года.
Поселение было основано в 1933 году. Оно расположено в 4 км восточнее административного центра муниципалитета — города Хуарес.